# Apparizioni di Finca Betania

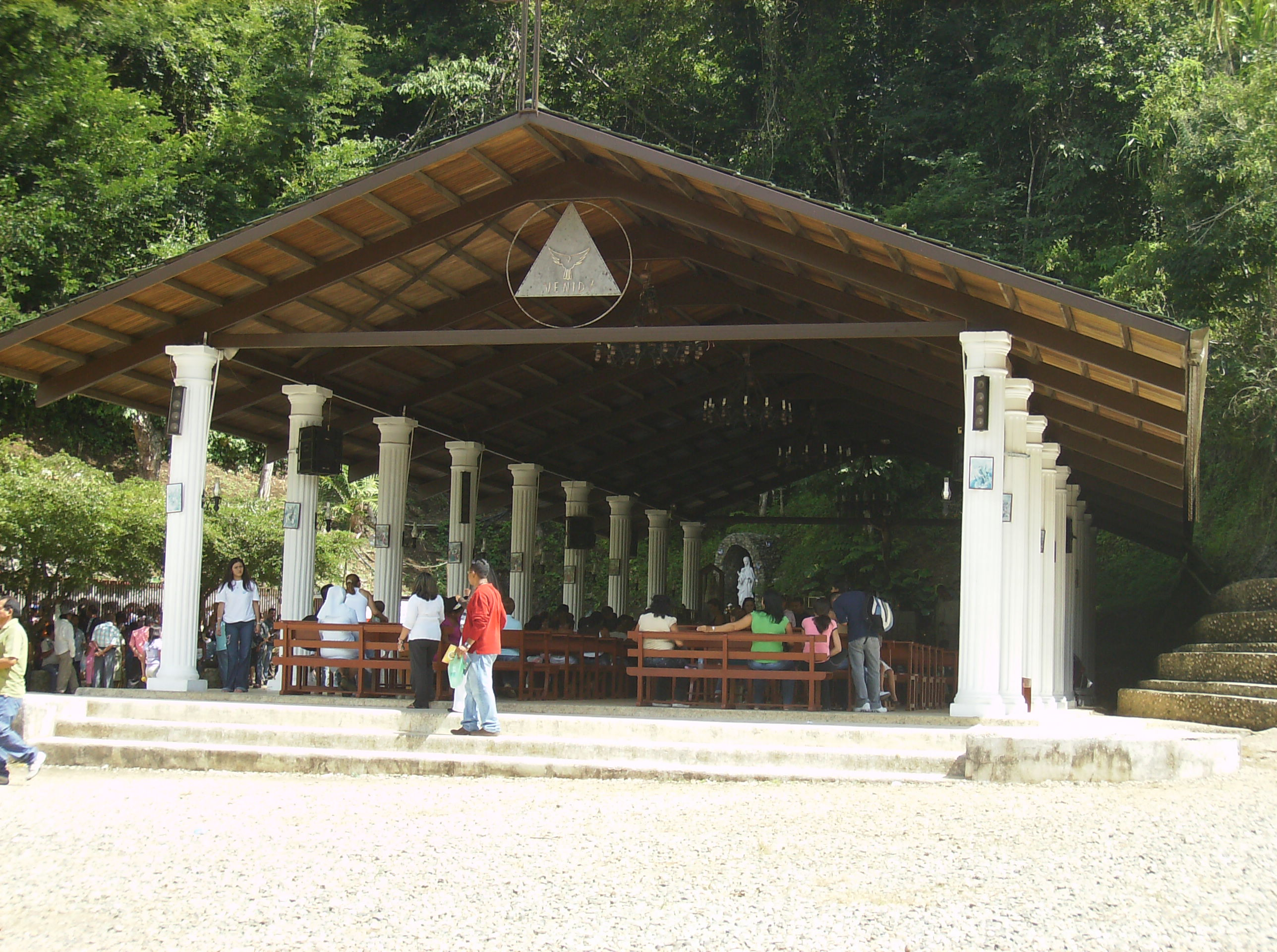
Il santuario mariano di Finca Betania

"Maria Vergine e Madre, Riconciliatrice di tutti i popoli e nazioni", è l'appellativo con cui i cattolici venerano Maria in seguito alle apparizioni che avrebbe avuto, a partire dal 1976, María Esperanza de Bianchini, a Finca Betania, in Venezuela.

## Storia delle apparizioni
Nello stato venezuelano di Miranda, presso la città di Cúa, capoluogo della Municipalità di Urdaneta, si trova il piccolo villaggio di Finca Betania, a circa 65 km da Caracas.
Qui, a partire dal 25 marzo 1976, María Esperanza de Bianchini, madre di sette figli, attualmente riconosciuta Serva di Dio, avrebbe avuto delle apparizioni della Vergine Maria, accompagnate da presunti miracoli eucaristici e guarigioni miracolose.
María Esperanza avrebbe anche ricevuto, a partire dall'età di cinque anni, dopo essere guarita da una gravissima malattia, doni mistici, tra i quali rivelazioni celesti, profezie, la capacità di leggere nei cuori e nella mente e il dono di ottenere guarigioni; inoltre avrebbe ricevuto anche il dono delle stigmate, che apparivano il Venerdì Santo.
La prima apparizione mariana sarebbe avvenuta su un albero vicino a un ruscello: insieme alla veggente c'erano circa ottanta persone, che non videro la Vergine ma assistettero a fenomeni luminosi. Successivamente, il 22 agosto, la Madonna avrebbe chiesto la costruzione di una croce, mentre il 25 marzo 1978 la Vergine sarebbe stata vista da quindici persone, insieme al "miracolo del sole" come era avvenuto a Fatima.
Il 25 marzo 1984 Maria sarebbe apparsa sulla locale cascata a più di centocinquanta persone, e successivamente si sarebbe manifestata con maggiore frequenza, soprattutto il sabato, la domenica e in occasione delle ricorrenze mariane. Il vescovo del luogo ha affermato che le apparizioni sarebbero occorse complessivamente a un numero compreso tra cinquecento e mille persone.

## Contenuto dei messaggi
Secondo Mons. Ricardo, che nel 1987 riconobbe l'autenticità delle apparizioni, i messaggi spirituali ricevuti dai vari veggenti potrebbero essere riassunti nel modo seguente:
- la conversione dal peccato a una vita pienamente cristiana;
- il rinnovamento della fede, che costituisce un'urgenza per il mondo e per gli uomini che negano Dio e rifiutano il soprannaturale;
- l'approfondimento della fede mediante la lettura e la meditazione della Parola di Dio;
- l'apostolato quale conseguenza di una fede rinnovata, approfondita e vissuta;
- la chiamata alla preghiera nel silenzio come via di comunicazione con Dio;
- la frequenza alla vita sacramentale, con particolare riferimento al Sacramento della Riconciliazione e dell'Eucaristia;
- la solidarietà e la carità nei confronti dei più poveri, dei più bisognosi, degli emarginati, dei malati, oltre ad un'enfasi sulla condivisione.

## Il riconoscimento da parte della Chiesa cattolica
Il 21 novembre 1987, dopo più di 10 anni di indagini, il vescovo Pio Bello Ricardo ha dichiarato che "le apparizioni sono autentiche e di natura soprannaturale" ed ha approvato il santuario appositamente realizzato.
Il vescovo limitò il suo riconoscimento alla prima veggente, Maria Esperanza, mentre non si espresse riguarda ai numerosi altri veggenti. Mons. Ricardo aggiunse che non tutte le apparizioni di Betania sono necessariamente autentiche. Egli sottolineò che alcune apparizioni "si riducono a una semplice allucinazione provocata dall'attesa, dalla suggestione, dall'emotività e persino da uno squilibrio psicologico". Cionondimeno, nella nota pastorale relativa alle apparizioni indicò i temi principali riportati dai vari veggenti che "ricevettero le parole dalla Vergine". Tra questi temi, tutti in linea con l'insegnamento della Chiesa cattolica, si possono citare: la conversione, il rinnovamento e l'approfondimento della fede, la partecipazione alla vita apostolica, la chiamata alls preghiera nel silenzio, la frequentazione dei sacramenti e carità ai più poveri.
Il vescovo approvò anche la costruzione di una chiesa dedicata a Maria Riconciliatrice dei Popoli e di un centro di accoglienza e assistenza per i poveri. Inoltre, autorizzò l'arrivo di pellegrini, l'organizzazione di pellegrinaggi e lo svolgimento di funzioni nel luogo delle apparizioni.
Nel 1989 fu costruito un piccolo santuario che presto accolse pellegrini da tutto il mondo. La veggente e la sua famiglia crearono anche una fondazione per svolgere attività apostoliche e caritative a favore dei più poveri.
Nel 2009, i proprietari donarono alla diocesi 4 ettari di terreno per costruire il luogo di culto. Nello stesso la Chiesa venezuelana ascrisse il titolo di "santuario mariano diocesano" in questo nuovo luogo di pellegrinaggio.
Il 31 gennaio 2010 la Chiesa ha aperto il processo di beatificazione di Maria Esperanza.